# (21350) Billgardner
(21350) Billgardner est un astéroïde de la ceinture principale.

## Description
(21350) Billgardner est un astéroïde de la ceinture principale. Il fut découvert le 11 mars 1997 à l'Observatoire de Kitt Peak par le projet Spacewatch. Il présente une orbite caractérisée par un demi-grand axe de 2,72 UA, une excentricité de 0,09 et une inclinaison de 4,0° par rapport à l'écliptique.

## Compléments